# Oleksandr Pyščur
Oleksandr Vitalijovyč Pyščur (in ucraino Олександр Віталійович Пищур?; Černihiv, 29 gennaio 1981) è un ex calciatore ucraino, di ruolo attaccante.

## Vita Privata
Suo figlio Oleksandr Pyshchur è un calciatore professionista di Černihiv che si è trasferito al Puskás Akadémia.

## Palmarès

### Club

#### Competizioni nazionali
- Campionato uzbeko: 1

Bunyodkor: 2013
- Coppa dell'Uzbekistan: 1

Bunyodkor: 2013
- Supercoppa dell'Uzbekistan: 1

Bunyodkor: 2014

### Individuale
- Capocannoniere del campionato uzbeko: 1

2013 (19 gol)
- Capocannoniere della Perša Liha: 1

2008-2009 (22 gol)